# 5. rang hrvatskog rukometnog prvenstva 2023./24.
Ljestvice i sastavi liga petog stupnja hrvatskog rukometnog prvenstva za muškarce u sezoni 2023./24.

## Međužupanijska liga Zagreb
| mj.                          | klub                   | ut.      | pob.     | ner.     | por.     | gol+     | gol-     | bod      |
| ---------------------------- | ---------------------- | -------- | -------- | -------- | -------- | -------- | -------- | -------- |
| 1.                           | Moslavina 2 Kutina     | 16       | 14       | 0        | 2        | 473      | 368      | 28       |
| 2.                           | Novi Zagreb 2 (Zagreb) | 16       | 10       | 1        | 5        | 430      | 397      | 21       |
| 3.                           | Iluzija Velika Gorica  | 15       | 9        | 0        | 6        | 413      | 383      | 18       |
| 4.                           | Zagorec Krapina        | 16       | 8        | 2        | 6        | 453      | 430      | 18       |
| 5.                           | Sisak 2                | 16       | 7        | 2        | 7        | 414      | 396      | 16       |
| 6.                           | ZG-Dubrava Zagreb      | 15       | 8        | 0        | 7        | 392      | 390      | 16       |
| 7.                           | Mladost 09 Samobor     | 16       | 6        | 1        | 9        | 431      | 420      | 13       |
| 8.                           | Dugo Selo 2            | 16       | 4        | 2        | 10       | 408      | 485      | 10       |
| 9.                           | Sloga 2 Sveta Nedelja  | 16       | 1        | 0        | 15       | 185      | 330      | 2        |
|                              | Novska                 | odustali | odustali | odustali | odustali | odustali | odustali | odustali |
|                              |                        |          |          |          |          |          |          |          |
| bez rezultata jedne utakmice |                        |          |          |          |          |          |          |          |

 Izvori: 

 hrs.hr 

 hrs.hr, wayback 

## Vanjske poveznice
- hrs.hr